# GIF-T
GIF-T（ギフト、Green Insulation Form Touban）とは近江窯業が開発した新世代壁面緑化システムである。
植栽発泡断熱陶板を基本部材としている。愛・地球博で発表され各方面からの注目を集めた。
緑化する植物の種類は、「スナゴケ」とよばれるギボウシゴケ科シモフリゴケ属（Grimmiaceae Racomitrium）の天然植物で、信楽焼の陶板にフォームコア（foamcore）と呼ばれる無機質発泡体を焼結した基盤材に生育させる。この緑化により遮熱、遮音、ヒーリング効果が認められ、特に遮熱は通常壁面に比べ16℃下がった例もある。また、壁面が苔のモスグリーン色の植物で彩られるため注目効果が高い。建物外壁面、塀、サインボード等、使用は多岐にわたる。